# Абдемон
Абдемон (*Αὐδήμονος, бл. 465 до н. е.  —після 411 до н. е.) — цар Тіра в 424—411 роках до н.е., цар Саламіну у 415—411 роках до н. е.

## Життєпис
Походив з фінікійського знатного роду. Народився в Тирі або Кітіоні з Кіпру. Близько 424 року до н.е. після смерті царя Баалшиллема І зумів відновити правління свого роду в Тірі. За іншою версією цей Абдемон є тотожнім Абдемону, сину Баалшилема I з огляду на одночасність існування та незвичайність імені для фінікійців.
У 415 році до н. е. за допомогою перських військ повалив династії Тевкридів в місті-державі Саламіні. Причини цього невідомі. Можливо черговий цар викликав підозру перського царя. Зміцнив владу персів на Кіпрі. У 411 році до н. е. представник династії Тевкридів — Евагор за допомогою афінян повалив Абдемона, який втік до кітіона. Помер до 400 року до н. е.